# Ediacara Hills
De Ediacara Hills zijn heuvels in Zuid-Australië, 650 km ten noorden van Adelaide. Er zijn veel voormalige koper- en zilvermijnen die getuigen van de mijnbouwactiviteiten die in de 19e eeuw in het gebied plaatsvonden. De heuvels staan tegenwoordig met name bekend om de fossielen die er gevonden zijn. Het betreffen afdrukken van meercellige organismen zonder harde delen. De fossiele organismen die er aangetroffen zijn, behoren tot de Ediacarische biota en zijn de oudst bekende metazoa. De heuvels hebben zowel hun naam gegeven aan de biota, als aan het geologisch tijdvak Ediacarium.